# Теодор Стипеиот
Теодор Стипеиот или Типејот (транслит.) је био високорангирани бирократа Византијског царства у време владавине цара Манојла I. Као добро образован и способан човек, брзо је напредовао у царској хијерархији од царског секретара (граматикос) до утицајног места каниклеиоса, чувара царске мастионице. Године 1150. он је организовао пропаст Јована Хагиотеодорита и наследио га на месту месазона, де факто главног министра Царства. Дуго је уживао наклоност и поверење цара Манојла I, који га је чак и венчао са његовом сестричином Евдокијом. Међутим, 1158/59. године, Стипеиот је нагло пао са власти и био затворен и ослепљен. Извори наводе различите разлоге, од завере Стипеиота да лиши власти цара до махинација његовог ривала Јована Каматера, а научници још увек оспоравају праву позадину овог догађаја.

## Живот
Порекло и рани живот Теодора Стипеиота нису познати. Из референци у песмама Теодора Продрома, он је вероватно рођен између 1110/1120, и вероватно потиче из релативно богате породице. Његов однос са ранијим Сти[п]пеиотаима из 10. и 11. века је нејасан, али он може бити у сродству — вероватно унук, према Константину Варзосу — са војним командантом Михаилом Типиотом, који је служио под царем Алексијем I Комнином (р. 1081–1118). У младости, Стипеиот је стекао опсежно образовање, са дворским песником Теодором Продромом међу својим учитељима. Веза између Стипеиота и Продрома била је блиска; у песми написаној након спектакуларног успона његовог ученика на власт, Продром га хвали као „најбољег од граматичара, студената и пријатеља“, као и због његове поузданости као писара у чувању тајни.

### Успон ка власти
По завршетку школовања, као релативно млад, добио је дужност царског граматика или секретара у царској канцеларији, положај који је захтевао високо образоване и веште људе, који су, између осталих дужности, били одговорни за разраду предговор (прооимион) приложен царским указима и повељама. Стипеиот се брзо уздигао на царском двору, поставши помоћник тадашњег главног министра (месазона), Јована Хагиотеодорита. Затим је искористио свађу између двојице аристократа, Михаила Палеолога и Јосифа Валсамона, зета Хагиотеодорита, да би се решио овог последњег. На Стипеиотов подстицај, Хагиотеодорит је постављен за цивилног гувернера (претора) заједничке теме Хеладе и Пелопонеза и послат да се позабави свађом.
Са уклоњеним претпостављеним, Стипеиот је наставио свој успон, достигавши положај каниклеја, чувара царске мастионице, 1150/51. Ова позиција, због непосредне близине цару коју је пружала, учинила је Стипеиота изузетно утицајним. Стипеиот је стекао и друге узвишене титуле и службе: у протоколима једног синода у мају 1157. наведен је као протонотариос, а новембра 1158. као дикаиодот. Стојећи високо у Манојловој близини, Стипеиотес је постао ефективни месазон, шеф цивилне администрације. Према скоро савременом званичнику и историчару, Никити Хонијату, од тада је Стипеиот „управљао јавним пословима како је желео, дубоко мудар, разборит, пријатан и висок у политичком расуђивању. Пристао је на све што је цар заповедио и заповедио шта год је цар пожелео.“ Његов положај је био толико моћан да је могао „да помери све ствари само упирући прстом и климајући главом“, и свака његова жеља постала је стварност. Његова моћ је елоквентно дочарана у песмама које му је упутио Продром, и у ласкавом писму које је 1155. године послао митрополит Ефески Георгије Торник тражећи његову подршку.
1158. године, цар Манојло I је свом поузданом министру дао руку своје сестричине Евдокије (рођене око  1142), која је неко време раније остала сироче. Пар је имао више деце, али само име једног од њих, Манојло — вероватно првенца — познато је из серије песама и посвета његовом „чудесном“ преживљавању од пада у детињству.

### Пад
Међутим, 1158/59. године, док је био у походу на Киликију, цар Манојло I је наредио да се Стипеиот ухапси и ослепи. Разлози за овај чин су нејасни, а савремени аутори наводе различите разлоге. Према Јовану Кинаму, он је јавно објавио неку врсту пророчанства према којем ће цар Манојло I ускоро умрети и да „римски сенат више не би требало да даје власт младом младићу, већ човеку прописно поодмаклих година, како би под њим, владање писмом [или учењем] државним пословима може се управљати као у демократији“. Немачки хроничар Рахевин, с друге стране, извештава да је каниклејос унајмио три човека да убију цара Манојла I, али да је царица открила заверу и обавестила цара.
Хонијат даје сасвим другачији приказ, који према историчару Павлу Магдалину може представљати „незваничну” верзију афере, али је византиста Ото Крестен доказао да су детаљи углавном измишљени. Према Хонијату, Стипеиотов пад био је резултат његовог ривалства са Јованом Каматером, логотетом, који је постао фрустриран посебним односом између Стипеиота и цара; Стипеиотови циљеви су се испуњавали кроз његове сталне везе са царом Манојлом I, док је Каматеров ограничен приступ цару резултирао тиме да његови захтеви никада нису испуњени. Каматер је стога кривотворио преписку између Стипеиота и норманског краља Сицилије, Вилијама II (р. 1166–1189), коју је сакрио да би се лако открила. Каматер је на крају оптужио Стипеиота за издају, што је довело до тога да је цар Манојло I наредио да сео Стипеиот ослепи и да му се одсече језик.
Стипеиотов пад поклопио се са ослепљењем Михаила Глика и бекством царевог рођака и будућег цара Андроника I Комнина (р. 1183–1185), и иако византијски извори не наводе експлицитну везу, врло је вероватно да је повезан са оба догађаја. Као резултат, то може указивати, према Магдалину, и на постојање фракције на двору која је желела повратак на начин владавине који је више заснован на консензусу, при чему се цар консултује са Сенатом, као што је била пракса пре успона Комнина, као и про-сицилијанске фракције која се супротставља Манојловом про-немачком ставу, манифестованом у његовом савезу са Хоенштауфенима и појачаном његовом царицом Бертом од Зулцбаха.
Судбина Стипеиота након отпуштања, као и судбина његове жене и деце, није позната.